# Лінтон-Голл (Вірджинія)
Лінтон-Голл (англ. Linton Hall) — переписна місцевість (CDP) в США, в окрузі Принс-Вільям штату Вірджинія. Населення — 41 754 особи (2020).

## Географія
Лінтон-Голл розташований за координатами 38°45′18″ пн. ш. 77°34′31″ зх. д. / 38.75500° пн. ш. 77.57528° зх. д. (38.754910, -77.575330).  За даними Бюро перепису населення США в 2010 році переписна місцевість мала площу 33,40 км², з яких 33,00 км² — суходіл та 0,40 км² — водойми.

## Демографія
Згідно з переписом 2010 року, у переписній місцевості мешкало 35 725 осіб у 10 378 домогосподарствах у складі 9021 родини. Густота населення становила 1070 осіб/км².  Було 10633 помешкання (318/км²).
Расовий склад населення:
| - 68,0 % — білих - 12,0 % — чорних або афроамериканців - 11,0 % — азіатів - 0,4 % — корінних американців - 0,1 % — вихідців з тихоокеанських островів - 3,4 % — осіб інших рас |

До двох чи більше рас належало 5,2 %. Частка іспаномовних становила 12,5 % від усіх жителів.
За віковим діапазоном населення розподілялося таким чином: 36,4 % — особи молодші 18 років, 60,2 % — особи у віці 18—64 років, 3,4 % — особи у віці 65 років та старші. Медіана віку мешканця становила 32,0 року. На 100 осіб жіночої статі у переписній місцевості припадало 98,8 чоловіків;  на 100 жінок у віці від 18 років та старших — 95,1 чоловіків також старших 18 років.
Середній дохід на одне домашнє господарство  становив 138 668 доларів США (медіана — 130 871), а середній дохід на одну сім'ю — 143 594 долари (медіана — 134 248). Медіана доходів становила 92 003 долари для чоловіків та 60 985 доларів для жінок. За межею бідності перебувало 2,3 % осіб, у тому числі 3,8 % дітей у віці до 18 років та 1,6 % осіб у віці 65 років та старших.
Цивільне працевлаштоване населення становило 20 821 осіб. Основні галузі зайнятості: науковці, спеціалісти, менеджери — 24,2 %, освіта, охорона здоров'я та соціальна допомога — 18,7 %, публічна адміністрація — 12,6 %, роздрібна торгівля — 8,0 %.